# Commission d'interchange
Dans l’industrie des cartes de paiement, la commission d’interchange (Interchange fee) désigne la commission interbancaire de paiement que la banque acquéreuse (celle qui contracte avec le commerçant) doit verser à la banque émettrice (celle qui a émis la carte au porteur) lors de chaque paiement par carte entre un commerçant et son client. 

## Définition
L’interchange représente ainsi la contribution des commerçants au système, ce qui permet aux consommateurs de payer leurs cartes moins cher,. Les consommateurs eux aussi contribuent au système via les cotisations payées à leur banque.
L’interchange  est une partie des frais de service (la commission commerçant, merchant service charge) que la banque acquéreuse déduit du paiement effectué auprès du commerçant par le client.
Dans le système des cartes bancaires à quatre parties (commerçant acceptant la carte ; banque du commerçant ; consommateur ; banque du consommateur), les coûts liés au fonctionnement du système ne se répartissent pas équitablement de manière spontanée. Ainsi la banque du consommateur doit supporter des coûts beaucoup plus lourds (assurances et remboursements divers en cas de fraude ou d’impayé, émission de la carte, paiement immédiat du commerçant même avec une carte à débit différé ou de crédit, avance de fonds gratuite en cas de débit différé, garantie de paiement pour le commerçant, etc.) que ceux supportés par la banque du commerçant (essentiellement constitués de la fourniture et de l’entretien du terminal de paiement).
Le montant de la commission d’interchange varie selon la marque et le type de carte (crédit ou débit), selon le mode de transaction (électronique par POS, papier (avec un sabot), par vente par correspondance ou à distance). Ce montant varie aussi selon que le paiement est transfrontalier ou domestique. Enfin, il varie selon chaque pays puisque les coûts et investissements diffèrent d’un pays à un autre.
Bien qu'ils appliquent souvent des seuils planchers pour le paiement par carte à cause du coût de cette commission, les commerçants sont les principaux bénéficiaires de ce système : 
- Garantie de paiement (en cas de fraude ou de défaut du porteur de carte)
- Davantage de débouchés (ventes en ligne, touristes, vente à distance, etc.)
- Moins de temps d’attente aux caisses et donc davantage de ventes
- Moins d’espèces en caisse et par conséquent moins de risque de sécurité physique, moins de fraude, moins de faux billets, moins de temps pour aller à la banque déposer l’argent et pour compter l’argent le soir, etc.
- Dénouement immédiat de l’opération
- Bien moins coûteux que les espèces

Depuis les années 1990, en Europe, l'interchange est au centre d’une controverse sur le prix des transactions par carte de paiement. Tant certaines autorités de concurrence que la Commission européenne ont été saisies à la demande de grands commerçants pour forcer la réduction, voire supprimer, ces commissions.

## L'interchange dans le monde

### Amérique du Nord

#### États-Unis
Les requêtes judiciaires des commerçants mettent en avant le fait que les commissions d’interchange sont disproportionnées au regard de la baisse des coûts technologiques et des frais semblables facturés dans d’autres pays, provoquant une hausse des prix, et pénalisant ainsi le consommateur. Selon les commerçants, ces frais élevés viennent d’une entente sur le montant des taux fixés entre les opérateurs de paiement et les banques, en violation de la législation antitrust.
Les Républicains John Conyers et Chris Cannon ont déposé, au Congrès, le Credit Card Fair Fee Act le 6 mars 2008, prévoyant la création d’un groupe de juges, nommés par la  division antitrust du ministère de la Justice et la Commission fédérale du commerce, pour surveiller les taux d’interchange. 
Le 1er octobre 2010, l’amendement Durbin a été ajouté à la dernière minute au Dodd-Frank Wall Street Reform and Consumer Protection Act. À la suite de cela, les banques ont commencé à limiter les incitations financières offertes avec leurs comptes bancaires, et certaines ont annoncé qu’elles allaient facturer à leurs clients des frais pour l’usage de leur carte bancaire.
En octobre 2010, les opérateurs de paiement Visa et MasterCard, sont parvenus à un accord avec le ministère de la Justice dans une affaire portant sur la concurrence au sein du marché de l’interchange. Les opérateurs ont accepté d’autoriser les commerçants, affichant leurs logos, à refuser certains types de cartes ou à offrir des réductions aux consommateurs qui utilisent des cartes moins chères. 
Une étude a évalué les effets de la loi Dobb-Franck six mois après sa mise en application. Les principaux résultats sont :
- le taux d’interchange a été réduit immédiatement de près de 50 % ;
- l’économie réalisée par les commerçants a été elle aussi immédiate : elle est évaluée à environ 8 Mds $ ;
- les commerçants ont vu un accroissement de leurs commissions dans le cadre de transactions de faibles montants (inférieures à 12 $) ;
- aucune preuve d’une baisse des prix : seulement la moitié des commerçants sont au courant de la baisse des CMI et 1 % d’entre eux projettent de répercuter la baisse des CMI sur les prix offerts à leurs clients
- réintroduction des commissions sur les chèques : la proportion des comptes bancaires qui offraient une utilisation gratuite des chèques était passée de 10 à 78 % entre 2001 et 2008. Mais l’amendement Durbin a fait plonger cette proportion sous la barre des 45 %. Ce renchérissement des frais bancaires a conduit les agents économiques les plus faibles à fermer leurs comptes réduisant ainsi le taux de bancarisation (Todd Zywicki-2012)[8].

### Europe
En 2002, la Commission européenne a exempté les commissions d’interchange multilatérales de Visa de l’article 81 du traité de Rome qui interdit les ententes anti-concurrentielles. Toutefois, cette exonération a pris fin le 31 décembre 2007. Au Royaume-Uni, MasterCard a réduit le montant de ses commissions d’interchange alors que l’opérateur faisait l’objet d’une enquête du Bureau de la concurrence britannique. 
En janvier 2007, la Commission européenne a présenté les conclusions d’une enquête, ayant duré 2 ans, sur les banques de détail. Le rapport s’intéresse aux paiements par carte et aux commissions d’interchange. À la suite de la publication du rapport, la commissaire Neelie Kroes a déclaré que « le niveau actuel des commissions d’interchange, dans de nombreux cas examinés, ne semble pas justifié ». Le rapport plaide pour une étude approfondie de ce sujet. 
Le 19 décembre 2007, la Commission européenne a présenté une décision interdisant les commissions d’interchange multilatérales de MasterCard pour les paiements transfrontaliers avec des cartes de débit ou de crédit MasterCard ou Maestro. La Commission a conclu que ces frais violaient l’article 81 du traité de Rome qui interdit les ententes anti-concurrentielles.  MasterCard a fait appel de la décision de la Commission devant le Tribunal de 1re instance de l’Union européenne, pendant l’instruction du recours en appel MasterCard a temporairement supprimé ses frais d’interchange. 
Le 26 mars 2008, la Commission européenne a ouvert une enquête sur les commissions d’interchange multilatérales de Visa, sur les transactions transfrontalières à l’intérieur de l’Espace économique européen (EEE), ainsi que sur la règle imposant aux commerçants l'obligation d’accepter toutes les cartes Visa (« Honor all cards rule »). 
Les autorités antitrust des États membres de l’Union européenne, excepté le Royaume-Uni, enquêtent également sur les commissions d’interchange de MasterCard et Visa. À titre d’exemple, le 4 janvier 2007, l'Office polonais pour la concurrence et la protection des consommateurs a infligé une amende de 164 millions de zlotys (soit 56 millions de dollars) à 20 banques pour avoir conjointement fixé les commissions d’interchange de MasterCard et Visa. 
Dans son Livre vert publié en janvier 2012, la Commission européenne n’exclut ni une suppression, ni une diminution très importante des commissions d’interchange. Elle estime en effet que le marché européen est aujourd’hui trop fragmenté et qu’il devrait être harmonisé. Pour ce faire, il est possible qu’elle oblige, de façon unilatérale, les opérateurs financiers à réduire l’interchange partout en Europe, soulevant de nombreuses réactions de parlementaires,,,,,,, des consommateurs,,,, de commerçants en ligne, des banques et de certains gouvernements (voir l’analyse du gouvernement français, page 5 de la contribution française à la consultation publique de la Commission d’avril 2012). 

#### Espagne
Le 2 décembre 2005, un accord gouvernemental visant à réduire les commissions d’interchange sur une période de cinq ans (2006-2010) a été signé. Selon une étude menée par Juan Iranzo, Président de l'Ordre des économistes de Madrid, et Chef du Département d'Economie Appliquée de l’Université UNED (Universidad Nacional de Educación a Distancia), Pascual Fernández, Professeur d'économie à l'Université du Roi Juan Carlos, et Directeur du Centre d'études sur l'économie de Madrid et Gustavo Matías, Professeur d'économie à l'Université Autonome de Madrid, les principaux résultats de cet accord imposé sont : 
- Une réduction de 57,3 % en moyenne des commissions d’interchange ;
- Côté consommateurs : les utilisateurs ont dû supporter une hausse des frais annuels des cartes de paiement standard (intégrées dans le système à quatre parties) de plus de 50 %. Sur ces cinq années, le coût supplémentaire pour les utilisateurs s’élève à 2,350 milliards d’euros.
- Côté commerçant : aucune preuve que la réduction des commissions d’interchange a été répercutée par les commerçants sur les ventes, leur permettant ainsi de bénéficier d'une réduction de leurs frais de 2,749 milliards d’euros sur la période 2006-2010.

#### France
En 2009, la Fédération du Commerce et de la Distribution dépose plainte contre le GIE Cartes Bancaires, Visa et MasterCard. En juillet 2011, l’Autorité de la concurrence a obtenu du Groupement des Cartes Bancaires, (GIE CB) qui regroupe plus de 130 acteurs bancaires, et représente près de 80 % des transactions domestiques par carte, de réduire fortement ses commissions interbancaires. Il a alors été prévu que les commissions d’interchange baissent de 36 % (de 0,47 % à 0,3 %). Les nouveaux montants de ces commissions ont pris effet le 1er octobre 2011.
L’Autorité de la concurrence chiffre alors le montant total des commissions d’interchange en France à 1,5 milliard d’euros et évaluait la baisse attendue à 500 millions d’euros. Cette baisse des commissions plaçait la France au 5e rang des principaux pays européens ayant les commissions d’interchange les plus faibles. Le président de l’Autorité justifiait alors cette décision en indiquant qu’« elle devrait enclencher une diminution des frais que les banques appliquent à leur tour à leurs clients, commerçants comme particuliers porteurs de cartes bancaires ». Dans son communiqué du 6 février 2012, l’Autorité de la Concurrence constatait que les baisses de commissions avaient été appliquées mais qu’elles n’avaient pas encore été répercutées aux clients et formulait le vœu qu’elles se traduisent « prochainement par des diminutions des commissions facturées en aval sur les clients ». 
Lors de l’annonce de la décision de l’Autorité de la concurrence, les associations de consommateurs avaient déjà émis des doutes sur l’impact de cette mesure sur le pouvoir d’achat des ménages. Elles doutaient en effet que les commerçants et les banques répercutent vraiment les 500 millions d’euros de baisse attendue des frais commerçants. L’INC s’interrogeait alors : « Les commerçants répercuteront-ils la baisse de ces commissions dans leur prix ? Rien n’est moins sûr ». L'UFC-Que Choisir, également dans un communiqué, craignait alors que les commerçants ne répercutent pas les économies réalisées sur les prix de vente. L'association de consommateurs citait le précédent de la baisse de la TVA dans la restauration, qui avait donné, selon elle, des « résultats plus que mitigés ». L’AFUB (association française des usagers des banques) exprimait quant à elle « la crainte que cette réduction de leur coût de fonctionnement ne soit pas répercutée par les banques sur les tarifs jusqu’à présent appliqués à la clientèle ».

### Océanie

#### Australie et Nouvelle-Zélande
En 2003, la Banque centrale d’Australie (Reserve Federal Bank of Australia) a exigé que les frais d’interchange soit sensiblement réduits, de 0,95 % du montant de la transaction à environ 0,5 % (chiffres non vérifiés), provoquant ainsi une baisse de l’usage de la carte privative/individuelle et un usage accru des cartes de débit. L’Australie est aussi intervenue sur les taux d’interchange sur les cartes de débit et elle a envisagé d’abolir les commissions d’interchange. 
En 2008, la Banque Centrale d’Australie considérant une éventuelle évolution de la réglementation introduite en 2003 invitait à une consultation publique. À cette occasion un rapport détaillé fut rédigé (Stillman et al. 2008) dont les auteurs résument ainsi les conclusions : la régulation a clairement pénalisé les consommateurs en causant une hausse des frais de cartes ainsi qu’une baisse des avantages octroyés, tout en réduisant l’incitation pour les fournisseurs de ces cartes à innover et inventer. Parallèlement il n’y a aucune preuve que ces pertes infligées aux consommateurs ont été compensées par une baisse des prix de détail ou une amélioration des services offerts par les commerçants. Plus précisément, le rapport sur les effets de la baisse des CMI révèle notamment une augmentation des frais annuels  pour les détenteurs de cartes de crédit Visa et MasterCard d’un montant annuel de AUS$ 480 millions (page 13 – op.cit),  un gain de AUS$ 870 millions par an pour les commerçants (sur les cartes de crédit Visa et MasterCard  - page 12, op.cit)), a preuve de la répercussion de ces gains sur les prix à la consommation, une augmentation des frais sur les cartes trois points.
En novembre 2006, la Nouvelle-Zélande a envisagé des mesures similaires, à la suite de poursuites judiciaires devant la Commission du commerce soupçonnant une entente sur la fixation des prix entre Visa et Mastercard. En Nouvelle-Zélande, les commerçants payent des frais de 1,8 % sur chaque transaction par carte.